# Palatul Cercului Militar Național

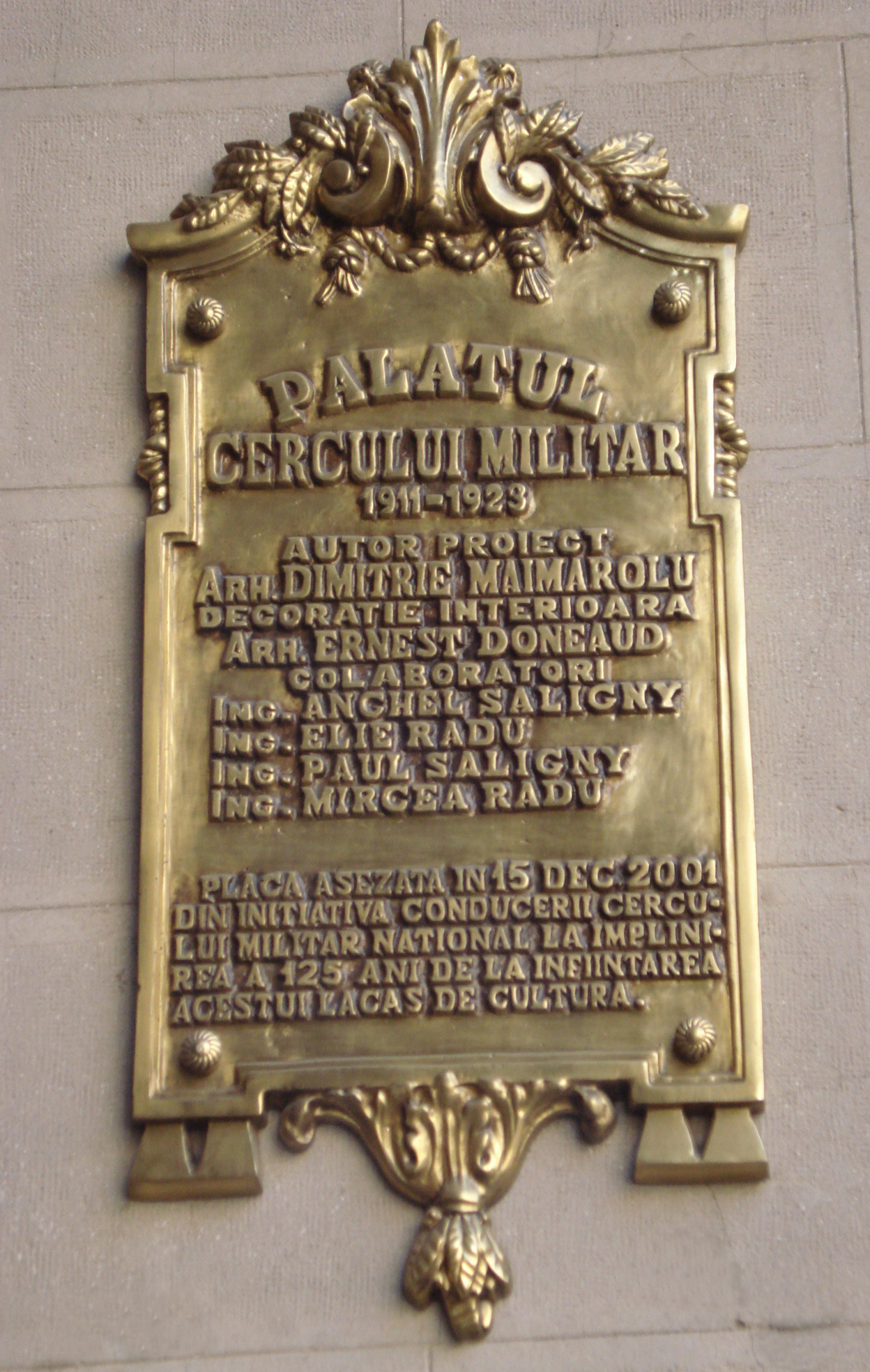
Palatul Cercului Militar

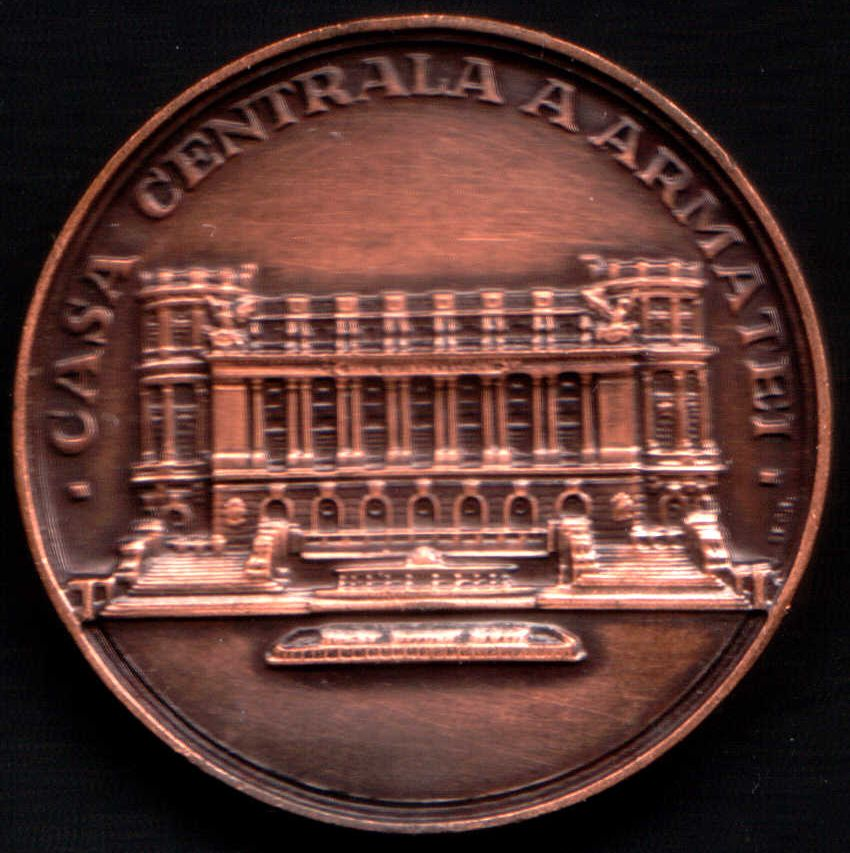
Medalie "Casa Centrală a Armatei" - 1984

Palatul Cercul Militar Național este o clădire din București care găzduiește instituția centrală de cultură a Armatei române, cu profil cultural-educativ, artistic, recreativ-distractiv, precum și de imagine, reprezentare și protocol.
Lucrările pentru construcția Palatului Cercului Militar Național au început în anul 1911, deși terenul unde urma să se ridice edificiul fusese cedat de Ministerul Domeniilor încă din 1898.
Proiectantul principal al monumentalului Palat al Cercului Militar Național a fost arhitectul român Dimitrie Maimarolu, în colaborare cu Victor Ștefănescu și Ernest Doneaud. Unele din decorațiunile interioare și exterioare la noua construcție a Cercului Militar, inclusiv cei doi mari vulturi plasați spre a fi protectori ai panoului cu firma instituției, au fost executate de sculptorul Ion Schmidt Faur.
Beneficiarul lucrării a fost Cercul militar al ofițerilor din garnizoana București, organizație a ofițerilor români înființată în 15 decembrie 1876.
Fondurile necesare au fost adunate din donații, subscripții și cotizații ale ofițerilor (circa 80%), precum și din subvenții de stat și împrumuturi rambursabile.
Palatul Cercului Militar Național a fost ridicat pe locul fostei Mănăstiri Sărindar, pe un teren mlăștinos.

## Etape istorice
• 17 mai 1912. Din cauza solului umed, mlăștinos și nisipos, la recomandarea inginerilor Anghel Saligny și Elie Radu se adoptă soluția unei fundații pe piloni de stejar, înfipți în terenul ferm de sub mlaștină.
• 1914. La declanșarea Primului Război Mondial, construcția se prezintă terminată „la roșu și învelită".
• 2 aprilie 1916 „Gazeta ilustrată" consideră că Cercul Militar din București este „podoaba arhitecturală a țării (...), cel mai frumos, cel mai impunător din toate palatele cu care, în ultimele decenii, știința și simțul estetic al marilor arhitecți români și străini au înzestrat România".
• 12 noiembrie 1916. Ca urmare a ocupării Capitalei de către trupele Puterilor Centrale, Cercul Militar este evacuat.
• 1919. La revenirea armatei în București, clădirea este găsită devastată în interior. Se reiau lucrările de reparații.
• 4 februarie 1923. În prezența Regelui Ferdinand I al României și a Reginei Maria a României, a ministrului de război, generalul Gheorghe Mărdărescu, și a comandantului Corpului 2 Armată, generalul Ștefan Holban, are loc inaugurarea oficială, solemnă, a Palatului Cercului Militar.
În perioada comunistă, inscripția "Cercul Militar" de pe frontispiciul clădirii a fost înlocuită cu inscripția "Casa Centrală a Armatei". După 1989, aceasta a fost înlocuită cu inscripția "Cercul Militar Național".
Legea 346 din 21 iulie 2006 privind organizarea și funcționarea Ministerului Apărării, prevede, între altele:
Art. 47. - (4) În cadrul Ministerului Apărării funcționează următoarele instituții de interes național: Muzeul Militar Național, Biblioteca Militară Națională și Cercul Militar Național.

## Sălile palatului

### Scara de Onoare
O impresionantă scară din marmură, în dublă pantă, conduce oaspeții către etajul al doilea și către sălile de recepție. Scările de acest tip nu sunt doar simple elemente de legătură, ci sunt gândite ca parte din regia unui ceremonial. Pe durata parcurgerii sale, vizitatorul are prilejul să vină în contact, treptat, cu ambianța interioarelor, să le admire.  Scara de Onoare este străjuită de o impresionată lucrare de artă, „Gornistul”, o reproducere după Nicolae Grigorescu realizată de Bella Kromer. Scara de Onoare duce direct în Sala de Marmură.

### Sala de Marmură

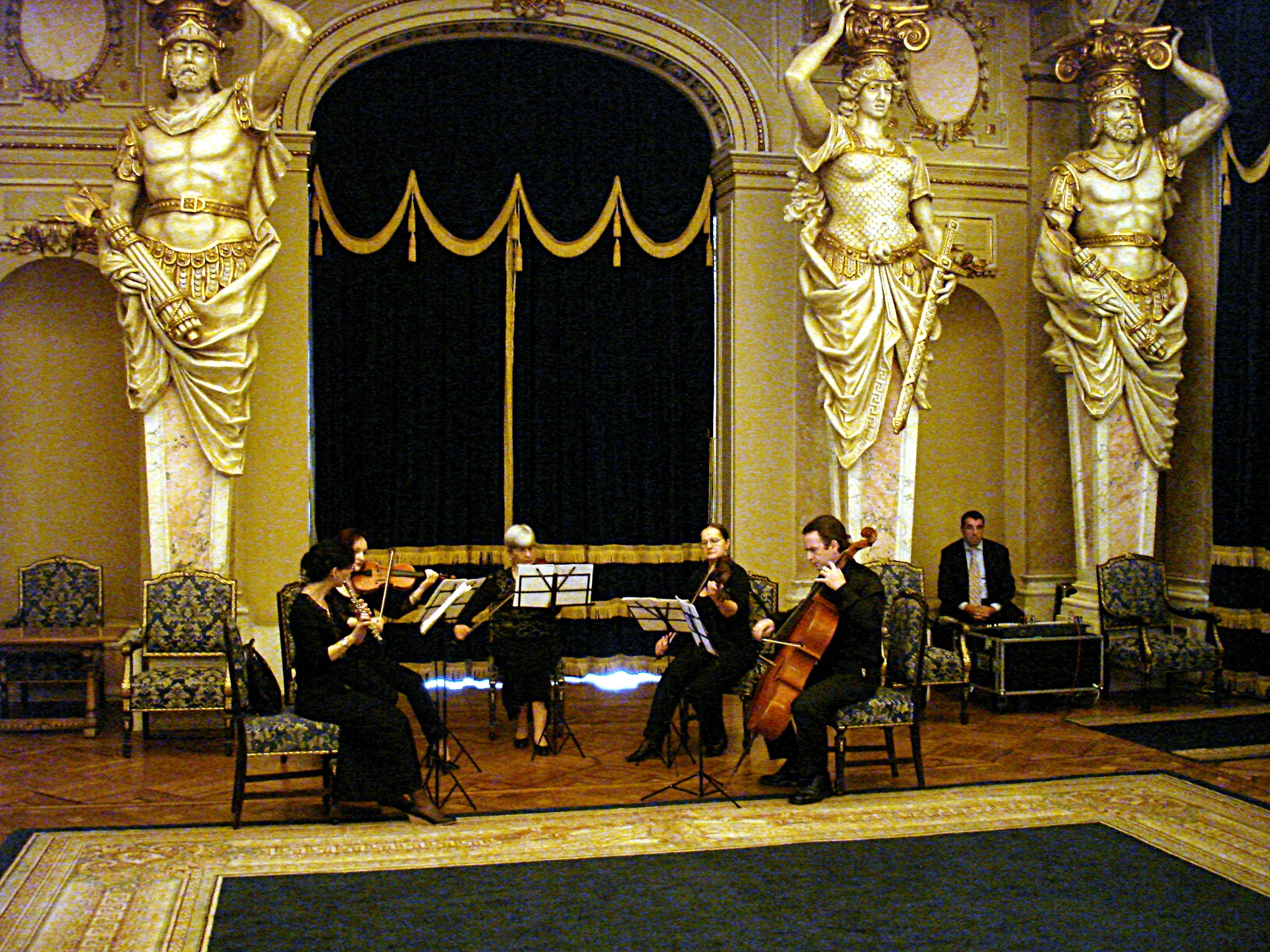
Sala de Marmură a Cercului Militar Național din București, cu ocazia sărbătoririi a 150 de ani de la înființarea Bibliotecii Militare Naționale

Sala de Marmură a fost destinată de la început celor mai importante evenimente, poate fi socotită astăzi una dintre cele mai reușite realizări ale arhitecturii românești. Ferestrele înalte arcadate de pe latura dinspre Bulevardul Regina Elisabeta își găsesc echilibrul în șirul de coloane înalte care se află pe partea opusă. Motivele decorative sunt de evidentă inspirație antică, cu stilizări și prelucrări în stilul epocii. Săbii, stilete, scuturi, lănci, coifuri, săgeți, Victorii înaripate, zeități ale războiului fac aluzie, toate, la mediul militar.
Sala de Marmură este o capodoperă în stil eclectic ale cărei coloane corintice de marmură albă susțin o boltă amplă, bogat ornamentală cu motive florale și geometrice, dominate de elemente simbolice militare. Câte două cariatide și doi atlanți (reprezentâd, cel mai probabil, pe Atena și Marte) susțin în capetele sălii cele două balcoane de orchestră.

### Sala Maură
Sala Maură se află plasată în prelungirea Sălii de Marmură. Ea are pereții îmbrăcați în lambriuri din lemn de calitate, cu motive ornamentale discrete. Plafonul este conceput din casete, decorate cu motive florale stilizate și acoperite cu foiță de aur.

### Sala Bizantină
Sala Bizantină își trage numele de la concepția în stil bizantin, la care se adaugă elemente specifice artei tradiționale românești. Sala este dominată de un șir de arcade care susțin un plafon casetat, arcade ce se sprijină la rândul lor pe un șir de coloane înnobilate cu frize din stucatură aurită. În interiorul arcadelor romane, la ultima renovare au fost adăugate fresce murale reprezentând imaginile unor conducători ai României independente și unele momente de referință din Istoria poporului român.

### Sala Gotică
Sala Gotică reprezintă o ambianță arhitecturală gotică, caracterizată prin arcuri frânte în ogive și prin candelabrele simple. Pardoseala este în desen gotic bavarez.

### Sala Norvegiană
Sala Norvegiană este inspirată din atmosfera specifică Nordului Europei, cu candelabre în forma unor corăbii ale vikingilor, plafon din lemn cu grinzi terminate în console, reprezentând chipuri de animale fantastice, inspirate tot din mitologia scandinavă, dând impresia de vechi interioare nordice.

### Sala Restaurant
Restaurantul Armatei  și-a desfășurat activitatea, începând din 1951, într-unul dintre cele mai somptuoase saloane ale Palatului Cercului Militar Național. Incinta este formată din separeuri elegante, rotonde mascate de ample draperii de pluș, și balcoane cu feronerie baroc. Avea cica 400 de locuri repartizate în 3 săli.

Sala mare a restaurantului militar

Balcoanele sălii de la mezanin ale restaurantului militar

La data de 25 iunie 2020, Cabinetul Orban a emis Hotărârea de Guvern nr. 487/2020, semnată de premier și contrasemnată de ministrul Apărării Naționale, Nicolae Ciucă, de ministrul Muncii, Violeta Alexandru, și de ministrul Finanțelor Publice, Florin Cîțu. Documentul se numește „HG pentru desființarea Unității de Prestări Servicii și Alimentație a Ministerului Apărării Naționale”. Conform actului normativ, “începând cu data intrării în vigoare a prezentei hotărâri, Unitatea de Prestări Servicii și Alimentație a Ministerului Apărării Naționale, cu sediul în București, strada Constantin Mille, nr. 1, se desființează”.

## Bustul arhitectului Dimitrie Maimarolu

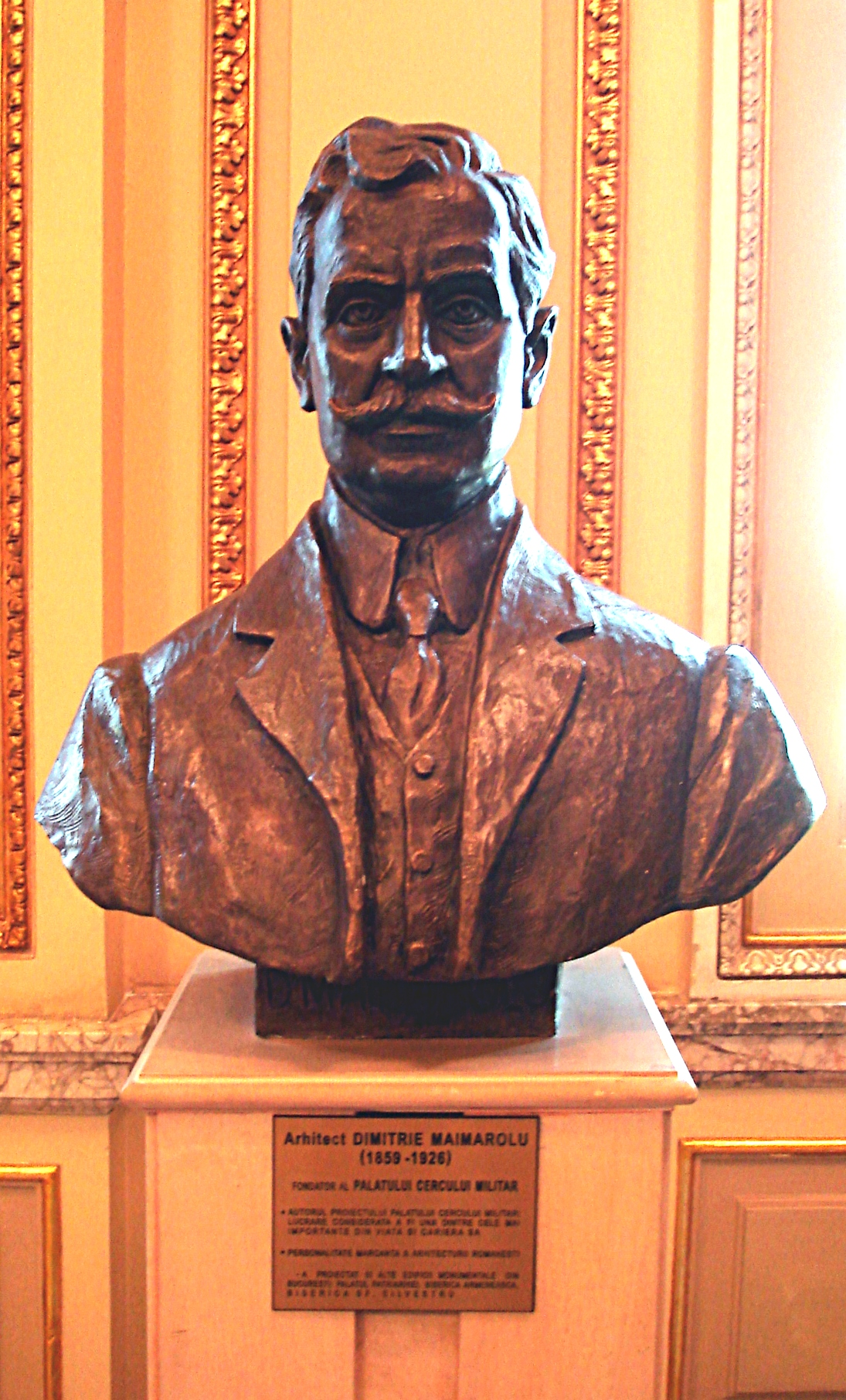
Bustul lui Dimitrie Maimarolu expus în clădirea Palatului Cercului Militar Național

Pe data de 1 martie 2005, la ora 15.00, în clădirea Cercului Militar Național a avut loc Ceremonia dezvelirii bustului arhitectului Dimitrie Maimarolu, proiectantul Palatului Cercului Militar și inaugurarea oficială a Salonului fondatorilor Palatului, care mai cuprinde și busturile lui Vasile Zottu și al lui Nicolae Filipescu.

## Biblioteca Militară Națională
În clădirea Palatului Cercului Militar Național funcționează și Biblioteca Militară Națională.

## Act de comemorare

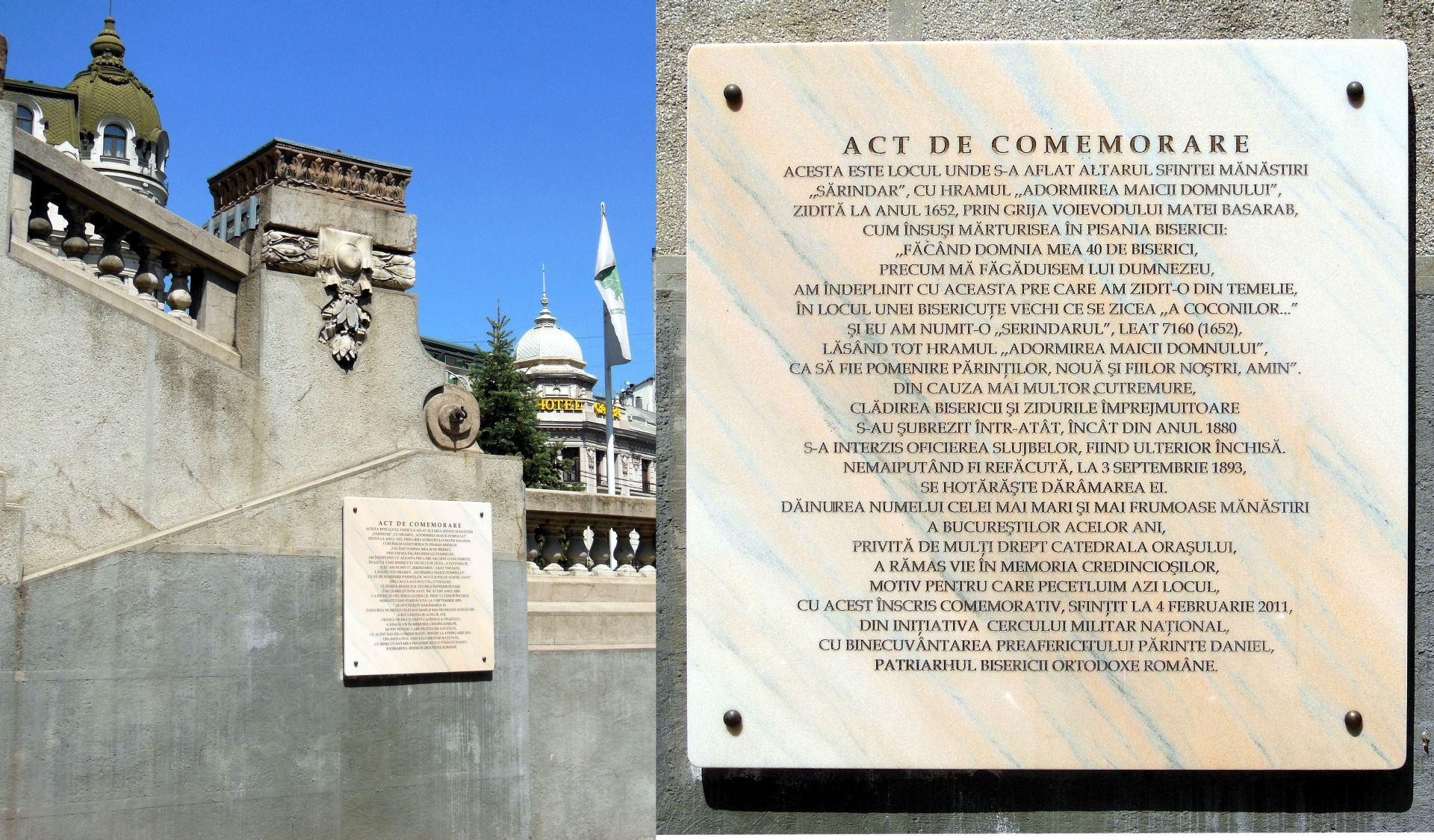
Placa comemorativă

Pe zidul exterior al scărilor ce urcă spre terasa din fața Palatului Cercului Militar Național a fost montată o placă comemorativă spre amintirea fostei Mănăstiri Sărindar, pe al cărei fost amplasament se ridică în prezent Palatul Cercului Militar Național. Textul acestui act comemorativ este următorul:
ACT DE COMEMORARE
Acesta este locul unde s-a aflat altarul sfintei mănăstiri „Sărindar", cu hramul „Adormirea Maicii Domnului", zidită la anul 1652, prin grija voievodului Matei Basarab, cum însuși mărturisea în pisania bisericii:
„Făcând domnia mea 40 de biserici, precum mă făgăduisem lui Dumnezeu, am îndeplinit cu aceasta pre care am zidit-o din temelie, în locul unei bisericuțe vechi ce se zicea „a coconilor..." și eu am numit-o „Serindarul", leat 7160 (1652), lăsând tot hramul „Adormirea Maicii Domnului", ca să fie pomenire părinților, nouă și fiilor noștri, amin".
Din cauza mai multor cutremure, clădirea bisericii și zidurile împrejmuitoare s-au șubrezit într-atât, încât din anul 1880 s-a interzis oficierea slujbelor, fiind ulterior închisă. Nemaiputând fi refăcută, la 3 septembrie 1893, se hotărăște dărâmarea ei.
Dăinuirea numelui celei mai mari și mai frumoase mănăstiri a Bucureștilor acelor ani, privită de mulți drept catedrala orașului, a rămas vie în memoria credincioșilor, motiv pentru care pecetluim azi locul, cu acest înscris comemorativ, sfințit la 4 februarie 2011, din inițiativa Cercului Militar Național, cu binecuvântarea preafericitului părinte Daniel, patriarhul Bisericii Ortodoxe Române.

## Renovare
La 27 decembrie 2018, ministrul apărării naționale, Gabriel Leș, a semnat contractul de finanțare a proiectului „Lucrări de intervenție la fațada Cercului Militar National - Cazarma 954”, din București. Proiectul, prevăzut a se derula în perioada decembrie 2018 - decembrie 2021 își propune promovarea și dezvoltarea patrimoniului cultural al României, prin conservarea, restaurarea și protejarea Palatului Cercului Militar National. Sunt vizate lucrări de înlocuire a tâmplăriei din lemn, restaurarea elementelor decorative de similipiatră și metal, îmbunătățirea iluminatului arhitectural exterior și asigurarea protecției corespunzătoare anti-trăsnet.